# Templo de Brahma (Púshkar)
Jagatpita Brahma Mandir (en hindi, जगत्-पिता ब्रह्मा मंदिर; jagat-pitā brahmā maṃdira) es un templo hinduista localizado en Púshkar, dentro del estado indio de Rayastán y cerca del Lago de Púshkar, ligado a la leyenda del templo. Se trata de uno de los pocos santuarios dedicados al dios creador Brahma en la India y es el más importante de ellos. 
La estructura del edificio data del siglo XIV, aunque gran parte se reconstruyó posteriormente. Está hecho de mármol y losa de piedra. Presenta una cubierta roja distintiva, shikhara y un motivo que representa a un hamsa. El sanctasanctórum del templo muestra la imagen de Brahma con sus cuatro cabezas junto a su consorte Gayatri. El templo está gobernado por la secta sacerdotal de los sanniasin. Durante Kartik Purnima, se lleva a cabo un festival en honor a Brahma y un gran número de peregrinos visitan el templo tras haberse bañado en el lago sagrado.

## Historia
Púshkar posee cerca de quinientos templos —ochenta de mayor tamaño y el resto, muy pequeños—, de estos muchos son edificios antiguos que fueron destruidos  o profanados por los musulmanes durante el reinado del emperador mogol Aurangzeb (1658-1707) pero fueron reconstruidos pronto; de estos, el más importante fue el templo de Brahma, cuya estructura data del siglo XIV. Según su fundación mítica, el templo fue construido por el rishi Vishvamitra tras haber realizado un sacrificio (yajña) en honor a Brahma. La deidad misma eligió su ubicación. El filósofo hinduista del siglo VIII Adi Shankara renovó el templo, aunque la estructura medieval actual data de las reparaciones que realizó el maharaja de Ratlam Jawat Raj, que conservó el diseño original del templo.
Por lo general las escrituras mencionan que en Púshkar se sitúa el único templo de Brahma del mundo, debido a la maldición de Sarasvati, y también lo citan como «el rey de los lugares sagrados de los hindúes». Aunque el templo de Púshkar no es el único templo dedicado a Brahma, es uno de los pocos que existen en la India y el más importante. El periódico International Business Times ha definido al lago y al templo como uno de los lugares más importantes para la religión y uno de los sitios de peregrinación más sagrados para los hindúes en la India.

## Arquitectura
El templo, situado en una base elevada, tiene un acceso a través de una escalera de mármol que lleva a la entrada, decorada con un arco y marquesinas. La puerta conduce a una mandapa y luego al sanctasantórum, el garbhagriha. El templo está construido con losa de piedra y bloques, unidos entre sí con plomo fundido. Las características más salientes del templo son una shikara —especie de canoa— y el símbolo de un hamsa —la montura de Brahma—. La shikara mide cerca de 21 m de altura y el motivo del hamsa decora la puerta principal. El suelo, de mármol, tiene baldosas blancas y negras que se reemplazan cada cierto tiempo; las paredes están adornadas con monedas de plata ofrendadas por los devotos, con su nombre escrito en ellas. En la mandapa se observa una tortuga de plata, frente al garbhagriha, también de mármol.
El ícono central de Brahma, es decir, el murti, hecho de mármol, fue erigido por Adi Shankara en el 718. En la imagen se observa a Brahma sentado en posición de loto en su aspecto de creador del universo —su forma de Vishvakarma—. La imagen central se denomina chaumurti —«ídolo de cuatro cabezas»— y tiene un tamaño real, con cada una de sus cabezas. Sus cuatro brazos sostienen un akshamala, un pustaka —libro—, kurka y un kamandalu. Brahma está representado sobre su montura, el hamsa. Los cuatro símbolos que sostiene en sus manos representan el tiempo, las aguas primigenias desde la que emergió el universo, el conocimiento y el sistema de los sacrificios que deben emplear para sobrevivir las diferentes formas de vida del universo. La imagen de Gayatri está junto a la de Brahma, a la izquierda. Sarasvati está a su derecha, junto con otras deidades del panteón hindú. En las paredes del templo también se pueden apreciar imágenes del pavo real, la montura de esta diosa. Otras imágenes que aparecen en el templo incluyen la de Vishnu, dvarapalas de tamaño real y un Garuda dorado.

## Culto
El templo suele ser visitado por peregrinos y monjes, tras haber tomado un baño ceremonial en el lago de Púshkar. La adoración a Gayatri acompaña la visita al templo de Brahma, así como un recorrido por otros templos. Permanece abierto desde las 6:30 hasta las 20:30 h en invierno y de 6:00 a 21:00 h durante el verano, con una pausa al mediodía entre las 13:30 y las 15:30 h. Se llevan a cabo tres aratis en el templo: el Sandhya a la tarde, cuarenta minutos antes del atardecer; Ratri Shayan, el de la noche, cerca de cinco horas después de la puesta de sol, y Mangala, por la mañana, dos horas antes de la salida del sol.
Los sacerdotes del templo de Brahma siguen una práctica religiosa muy estricta. Los padres de familia no deben entrar al sanctasantórum para adorar a la deidad, únicamente los ascetas (sanniasin) pueden llevar a cabo el puja. Por eso, todas las ofrendas de los peregrinos son recibidas por un sacerdote sanniasin. En general, todos los sacerdotes de Púshkar pertenecen al gotra (linaje) Parashar. Una vez al año, en Kartik Purnima, la noche de luna llena del mes lunar de Kartik (octubre-noviembre), se realiza un festival en honor a Brahma. Miles de peregrinos acuden a bañarse en el lago de Púshkar. También se llevan a cabo varios ritos en el templo. Además, se lleva a cabo la feria de camellos de Púshkar en un lugar cercano. De todas formas, siempre se realizan rituales específicos en todos los purnimas —días de luna llena— y amavasyas —días de luna nueva—.

## Templos relacionados
Las dos consortes de Brahma mencionadas por las leyendas, Sarasvati y Gayatri, tienen templos separados en Púshkar, en colinas enfrentadas y mirando hacia el lago. La primera de ellas, la que maldijo a Brahma, según el mito permanece en su santuario, enojada, en el templo más elevado, mientras que la segunda, asustada de la ira de Sarasvati, está en una colina más pequeña, al este. El templo de Sarasvati, ubicado en la cima de la colina Ratnagiri, detrás del templo de Brahma, tiene vista al lago y a las dunas de arena hacia el oeste. Se llega a él tras una hora de caminata. También está hecho de mármol y alberga una estatua de la diosa.
Por otra parte, el templo Atpateshwar, ubicado en una cueva cercana al templo de Brahma, está consagrado a Shiva y data del siglo XII. Según la leyenda, el templo fue erigido por Brahma tras saber que Shiva asistía al sacrificio realizado por él bajo la forma de un mendigo tántrico que llevaba una calavera. Cuando el dios fue atacado por esta apariencia, se despertó y llenó todo el lugar del sacrificio con calaveras. Brahma, asustado, meditó para descubrir la razón detrás de esa situación y vio que el mendigo era Shiva. Por eso, le pidió a la deidad que asistiera al ritual. Shiva participó de la ceremonia con su calavera y Brahma, como muestra de aprecio, erigió un templo en su honor, bajo el nombre de Atpateshwar, cerca de su propio templo. Allí existe un lingam de gran tamaño y rodeado por una serpiente de bronce. La noche del Maha Shivaratri es una ocasión especial para visitar el templo.